# FK Lisović
FK Lisović – serbski klub piłkarski z miejscowości Lisović. Obecnie klub występuje w II lidze serbskiej, w okręgu Srpska Liga Belgrad.